# Rugăciunea de Vineri

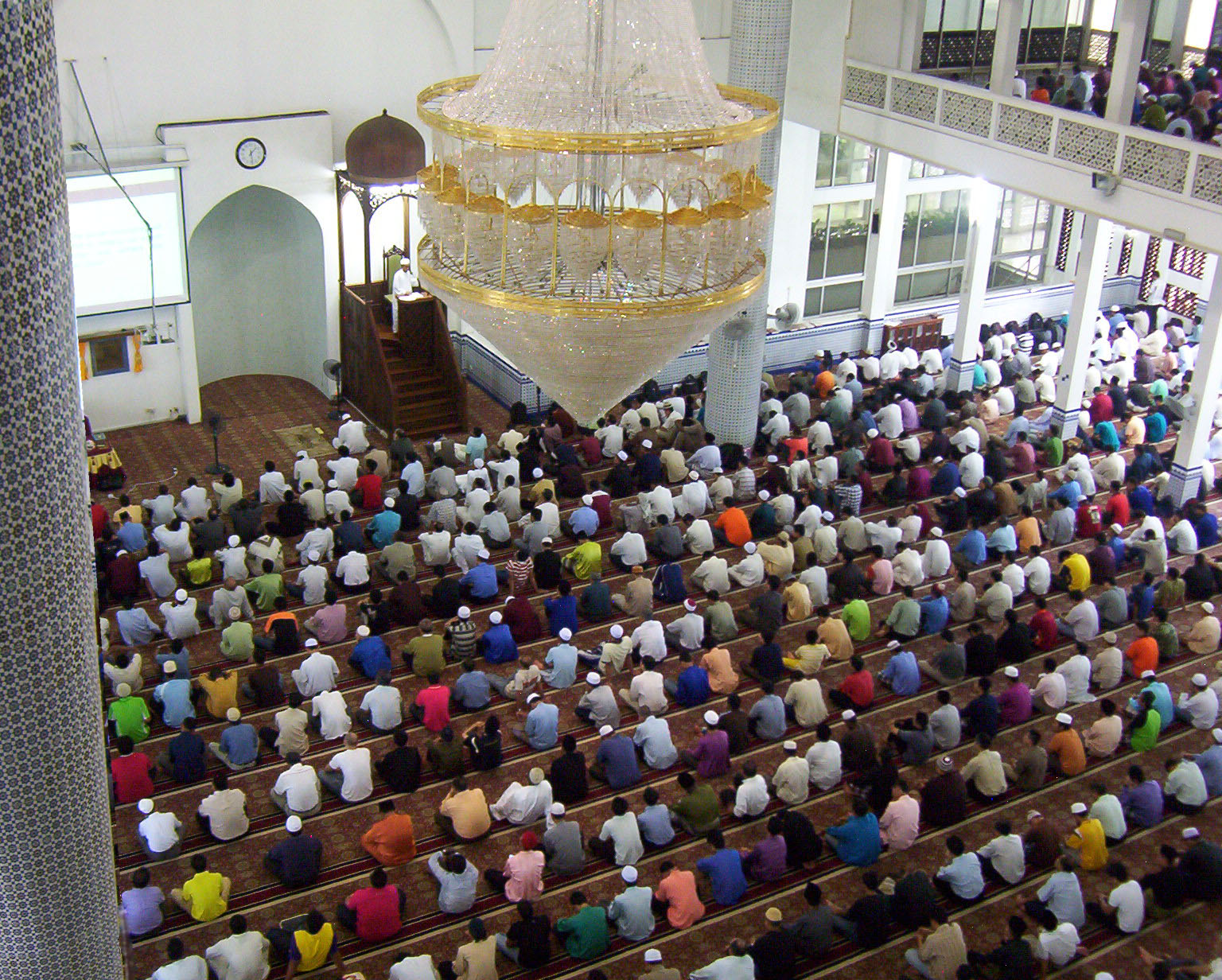
Rugăciunea de Vineri (khutbah) la o moschee din Malaezia.

Rugăciunea de Vineri (în limba arabă Salat Al-Jumu'ah; în turcă Cuma Namazı) este rugăciunea comună săptămânală a musulmanilor, asemănătoare ca importanță liturghiei de duminică pentru creștini. Ea se face în fiecare vineri la amiază în moschei.

## Importanță
În Coran există o sură numită Sura Vineri (Surat Al-Jumu'ah) în care se menționează porunca împlinirii acestei rugăciuni:
"O, voi ce credeți! Când sunteți chemați la rugăciune, la rugăciunea de vineri, zoriți-vă la amintirea lui Dumnezeu și lăsați la o parte negoțul. Aceasta va fi mai bine pentru voi. O, dacă ați știi" Coran, 62:9.
Rugăciunea de Vineri este o rugăciune comună sau congregațională, obligatorie pentru toți bărbații musulmani ce au atins pubertatea. Fiecare dintre ei trebuie să lase orice altă activitate în acel interval de timp și să vină la moschee. Cei care ignoră porunca fără un motiv bine întemeiat, comit un mare păcat. Din acest motiv, în multe țări musulmane, vinerea este zi liberă, nelucrătoare, oferindu-le credincioșilor posibilitatea de a merge la rugăciune.
Pentru femei, participarea la rugăciune și venirea la moschee în ziua de vineri este opțională, fiind încurajate să se roage acasă.

## Procedură
Rugăciunea de Vineri se face la amiază în intervalul de timp în care în celelalte zile se face rugăciunea Zuhr. Ea este compusă din rugăciunea propriu-zisă, precedată de predică (khutbah). Muezinul face chemarea din minaret la rugăciune (adhan), de regulă cu 10-15 minute înainte de începerea ceremonialului, anunțând comunitatea. Musulmanii se îndreaptă spre moschee în număr mare, purtând în general cele mai frumoase haine pe care le îmbracă după ce au făcut abluțiunea mare (ghusl). Când credincioșii  s-au strâns, predicatorul (khatib), care este în general și imam, se urcă și se așează în minbar, acel amvon din moschei. Muezinul face a doua chemare la rugăciune. Imamul se ridică apoi în picioare și de pe treptele minbarului ține predica formată din două cuvântări scurte, cu o pauză între ele în care se așează. Prima cuvântare este în general mai lungă, iar a doua este mai scurtă și se încheie cu o serie de rugi sau invocații (dua). După terminarea predicii, imamul coboară din minbar și se duce la mihrab, nișa ce indică direcția orașului sfânt Mecca, în timp ce credincioșii se ridică în picioare și formează rânduri în spatele său pentru rugăciune. Muzeinul face o ultimă chemare la rugăciune (iqamah). Are loc rugăciunea propriu-zisă formată din două rak'at sau două unități de rugăciune, fiecare unitate cuprinzând recitări din Coran, plecăciuni și prosternări. După rugăciune, orice musulman poate efectua o serie de rugăciuni individuale, rugi sau pomeniri.